# Anna (Disney)
Anna van Arendelle is een personage dat voor het eerst verscheen in Frozen de 53e animatiefilm van Walt Disney Animation Studios. In originele versie wordt de stem van de volwassen Anna ingesproken door Kristen Bell. Bij de Nederlandse en Vlaamse nasynchronisatie zijn de stemmen voorzien van Noortje Herlaar en Aline Goffin.
Anna werd bedacht door de regisseurs Chris Buck en Jennifer Lee en is losjes gebaseerd op Gerda, een personage uit het sprookje De sneeuwkoningin van Hans Christian Andersen. In de Disney-filmaanpassing wordt Anna afgebeeld als de prinses van Arendelle, een fictief Scandinavisch koninkrijk. Ze is de jongere zus van prinses Elsa die erfgenaam van de troon is en het elementaire vermogen bezit om ijs en sneeuw te maken en te beheersen. Wanneer Elsa zichzelf uit het koninkrijk verbant, nadat ze onbedoeld Arendelle de eeuwige winter in heeft gestuurd op de avond van haar kroning is de onbevreesde en trouwe Anna vastbesloten een gevaarlijk avontuur aan te gaan om haar zus terug te brengen en zowel haar koninkrijk als haar familie te redden.
Het originele sprookje in het algemeen en het karakter van de sneeuwkoningin in het bijzonder vormden problemen op lange termijn om zich aan te passen in een productie van lange duur. Verschillende filmmakers, waaronder Walt Disney deden hun pogingen om het verhaal uit te voeren en talloze aanpassingen werden opgeschort omdat de filmmakers de goede chemie van de personages niet konden vinden. Ten slotte hebben de regisseurs Buck en Lee het probleem opgelost door Anna en Elsa als zussen af te beelden en een dynamische relatie tussen de personages tot stand te brengen.